# Falência do Lehman Brothers

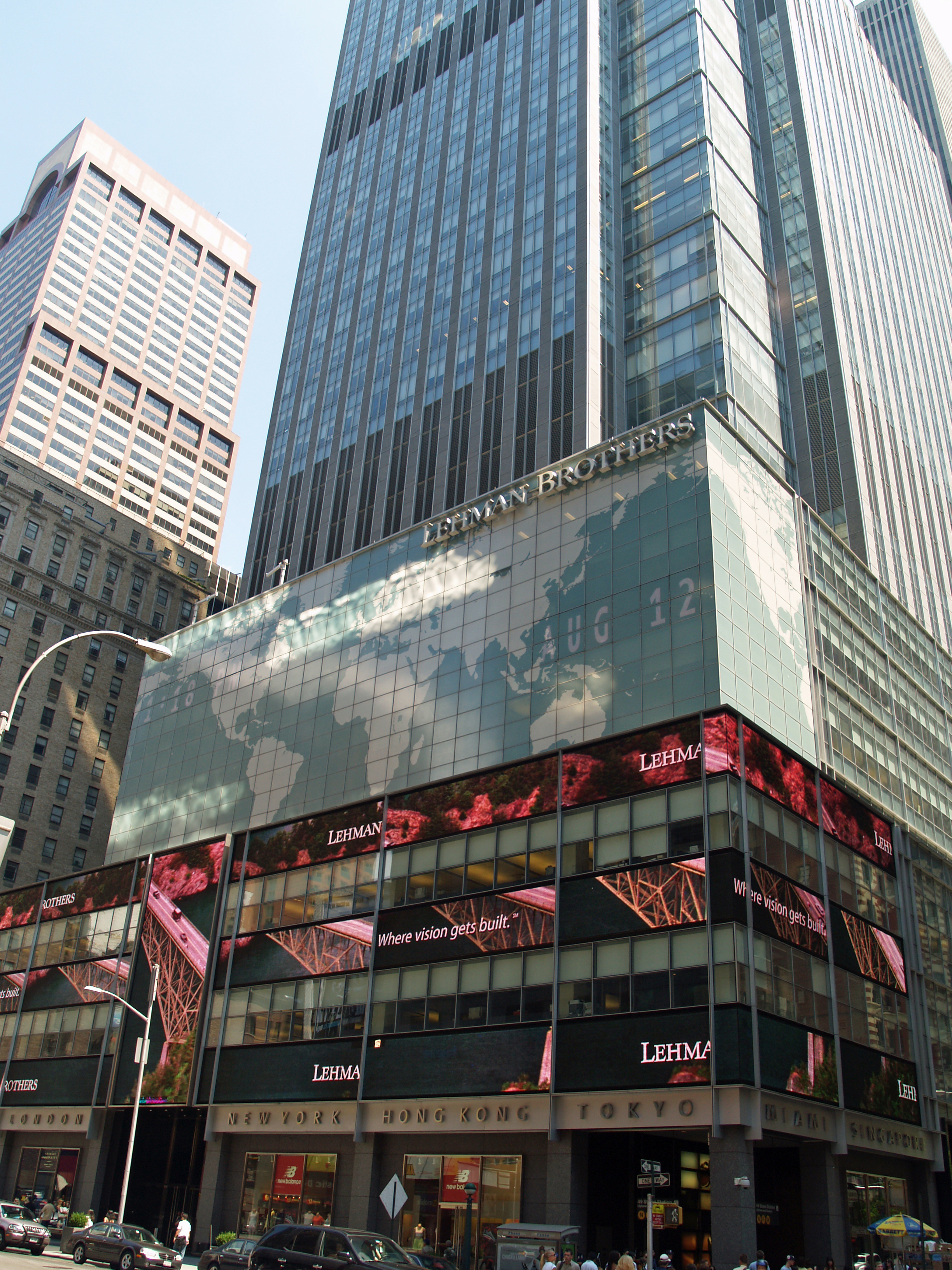
Sede do Lehman Brothers na cidade de Nova York, um ano antes da falência

A falência do Lehman Brothers, também conhecida como Crise de 2008 ou Choque Lehman, em 15 de setembro de 2008, foi o ponto culminante da crise das hipotecas subprime. Após a notificação de uma iminente redução na classificação de crédito devido à sua forte exposição a hipotecas subprime, o Federal Reserve convocou diversos bancos para negociar o financiamento de sua reorganização. As negociações falharam, e o Lehman Brothers entrou com um pedido de proteção contra falência no âmbito do Capítulo 11 do Código de Falências dos Estados Unidos, sendo este o maior pedido de falência na história dos EUA, envolvendo mais de US$600 bilhões em ativos.
A falência provocou uma queda de 4,5% no índice Dow Jones Industrial Average em um único dia, a maior desde os ataques de 11 de setembro de 2001. O evento abalou a confiança na capacidade do governo de gerenciar a crise e desencadeou um pânico financeiro generalizado. Fundos mútuos do mercado monetário, uma importante fonte de crédito, enfrentaram demandas massivas de saques para evitar perdas, e o mercado de empréstimos interbancários sofreu uma contração, ameaçando bancos com falência iminente. O governo e o Federal Reserve responderam com várias medidas emergenciais para conter o pânico.
Até maio de 2022, a controladora Lehman Brothers Holdings, Inc. permanecia em processo de liquidação perante o Tribunal de Falências dos Estados Unidos para o Distrito Sul de Nova York. Escritórios administrativos nos EUA e no exterior continuavam supervisionando os pagamentos aos credores da empresa.

## Contexto

### Crescimento da originação de hipotecas (1997–2006)
O Lehman Brothers, uma das principais bancos de investimento bulge-bracket dos Estados Unidos e do mundo, foi uma das primeiras firmas de Wall Street a ingressar no negócio de originação de hipotecas. Em 1997, o Lehman adquiriu a financeira baseada no Colorado Aurora Loan Services, uma credora Alt-A. Em 2000, para expandir sua carteira de originação de hipotecas, comprou a credora de hipotecas subprime da Costa Oeste BNC Mortgage LLC. O Lehman rapidamente se tornou uma força no mercado subprime. Em 2003, o banco realizou US$ 18,2 bilhões em empréstimos, ocupando a terceira posição no ranking de credores. Em 2004, esse valor ultrapassou US$ 40 bilhões. Até 2006, Aurora e BNC emprestavam quase US$ 50 bilhões por mês.:129
O Lehman transformou-se em um fundo de hedge imobiliário disfarçado de banco de investimento.:135 Em 2008, o banco possuía ativos de US$ 680 bilhões, sustentados por apenas US$ 22,5 bilhões de capital próprio. Em termos de posição acionária, suas participações arriscadas em imóveis comerciais eram trinta vezes superiores ao capital. Em uma estrutura tão altamente alavancada, uma queda de 3% a 5% nos valores imobiliários eliminaria todo o capital.

### Exposição ao mercado hipotecário
O Lehman Brothers tomou empréstimos significativos para financiar seus investimentos nos anos que antecederam sua falência em 2008, um processo conhecido como alavancagem. Grande parte desses investimentos estava em ativos relacionados ao setor imobiliário, tornando-o vulnerável a uma desaceleração nesse mercado. Uma medida desse risco era sua razão de alavancagem, que avalia a proporção entre ativos e patrimônio líquido, aumentando de aproximadamente 24:1 em 2003 para 31:1 em 2007. Embora gerasse lucros expressivos durante o boom, essa posição vulnerável significava que uma queda de apenas 3% a 4% no valor de seus ativos eliminaria completamente o valor contábil de seu patrimônio. Bancos de investimento como o Lehman não estavam sujeitos às mesmas regulamentações aplicadas aos bancos de depósito para restringir a tomada de riscos.
Em agosto de 2007, o Lehman fechou sua credora subprime, BNC Mortgage, eliminando 1.200 empregos em 23 locais e registrando uma despesa após impostos de US$ 25 milhões e uma redução de US$ 27 milhões no goodwill. A empresa afirmou que as condições adversas do mercado hipotecário "exigiam uma redução substancial em seus recursos e capacidade no espaço subprime".

### Últimos meses do Lehman
Em 2008, o Lehman enfrentou perdas sem precedentes devido à contínua crise das hipotecas subprime. As perdas resultaram da manutenção de grandes posições em tranches hipotecárias subprime e de menor classificação ao securitizar as hipotecas subjacentes. Não está claro se o Lehman reteve essas posições por incapacidade de vender os títulos de baixa classificação ou por uma decisão consciente de mantê-los. De qualquer forma, enormes perdas acumularam-se em títulos lastreados em hipotecas de baixa classificação ao longo de 2008. Reguladores começaram a preparar planos de contingência, incluindo uma abordagem informal ao executivo do Barclays, Robert Diamond [en], em abril de 2008, para discutir a possível aquisição do Lehman; nessa época, o Secretário do Tesouro dos Estados Unidos, Henry Paulson, informou ao CEO do Lehman, Richard Fuld [en], que não haveria resgate governamental, exigindo que a empresa buscasse um acordo.
No segundo trimestre fiscal, o Lehman reportou perdas de US$ 2,8 bilhões e decidiu levantar US$ 6 bilhões em capital adicional por meio da oferta de novas ações. Apenas na primeira metade de 2008, as ações do Lehman perderam 73% de seu valor, à medida que o mercado de crédito continuava a se contrair. Em agosto de 2008, o Lehman anunciou a intenção de demitir 6% de sua força de trabalho, equivalente a 1.500 pessoas, pouco antes do prazo de relatório do terceiro trimestre em setembro.
Em 22 de agosto, as ações do Lehman fecharam com alta de 5% (16% na semana) após relatos de que o estatal Korea Development Bank considerava comprar o Lehman. Esses ganhos foram rapidamente revertidos com a notícia de que o Korea Development Bank enfrentava dificuldades para convencer reguladores e atrair parceiros para o negócio. A crise culminou em 9 de setembro, quando as ações do Lehman despencaram 45%, para US$ 7,79, após relatos de que a empresa sul-coreana estatal suspendeu as negociações.
A confiança dos investidores continuou a erodir, com as ações do Lehman perdendo cerca da metade de seu valor, pressionando o S&P 500 a cair 3,4% em 9 de setembro. O Dow Jones perdeu quase 300 pontos no mesmo dia, devido às preocupações dos investidores com a segurança do banco. O governo dos EUA não anunciou planos para ajudar com qualquer crise financeira emergente no Lehman.
Em 10 de setembro, o Lehman anunciou uma perda de US$ 3,9 bilhões e sua intenção de vender uma participação majoritária em seu negócio de gestão de investimentos, que incluía a Neuberger Berman [en]. As ações caíram 7% naquele dia. Em 11 de setembro, o JPMorgan Chase, que liquidava as transações do Lehman, interrompeu os mais de US$ 100 bilhões que o Lehman tomava emprestado diariamente no mercado de empréstimos interbancários. Naquele dia, Paulson pediu oficialmente a Diamond que considerasse comprar o Lehman.
Em 12 de setembro, Timothy F. Geithner, então presidente do Banco da Reserva Federal de Nova York, convocou uma reunião sobre o futuro do Lehman, que incluía a possibilidade de uma liquidação emergencial de seus ativos. Representantes de todas as principais firmas de Wall Street estavam presentes. O objetivo da reunião era encontrar uma solução privada para resgatar o Lehman e mitigar a crise financeira de 2008.:173 O Lehman informou que estava em negociações com o Bank of America e o Barclays para a possível venda da empresa; ambas as firmas fizeram ofertas, mas o Tesouro rejeitou os termos do Bank of America, que acabou adquirindo a Merrill Lynch.
A compra do Lehman pelo Barclays parecia garantida, mas o The New York Times relatou em 14 de setembro de 2008 que o Barclays encerrou sua oferta para comprar todo ou parte do Lehman, e o acordo para resgatar o banco da liquidação colapsou. Posteriormente, soube-se que o acordo foi vetado pelo Banco da Inglaterra e pela Autoridade de Serviços Financeiros (FSA) do Reino Unido. A FSA recusou-se a dispensar a regra que exigia aprovação dos acionistas para tal aquisição. Líderes dos principais bancos de Wall Street continuaram a se reunir até tarde naquele dia para evitar a rápida falência do banco. O suposto envolvimento do Bank of America também pareceu terminar, pois os reguladores federais resistiram ao seu pedido de envolvimento governamental na venda do Lehman. Até domingo, 14 de setembro, após o colapso do acordo com o Barclays, notícias de um destino iminente se espalharam pelo Lehman, e muitos funcionários foram à sede para esvaziar seus escritórios. Na tarde de domingo, o governo convocou Harvey Miller da Weil, Gotshal & Manges para protocolar a falência antes da abertura dos mercados na segunda-feira.:176

## Declaração de falência

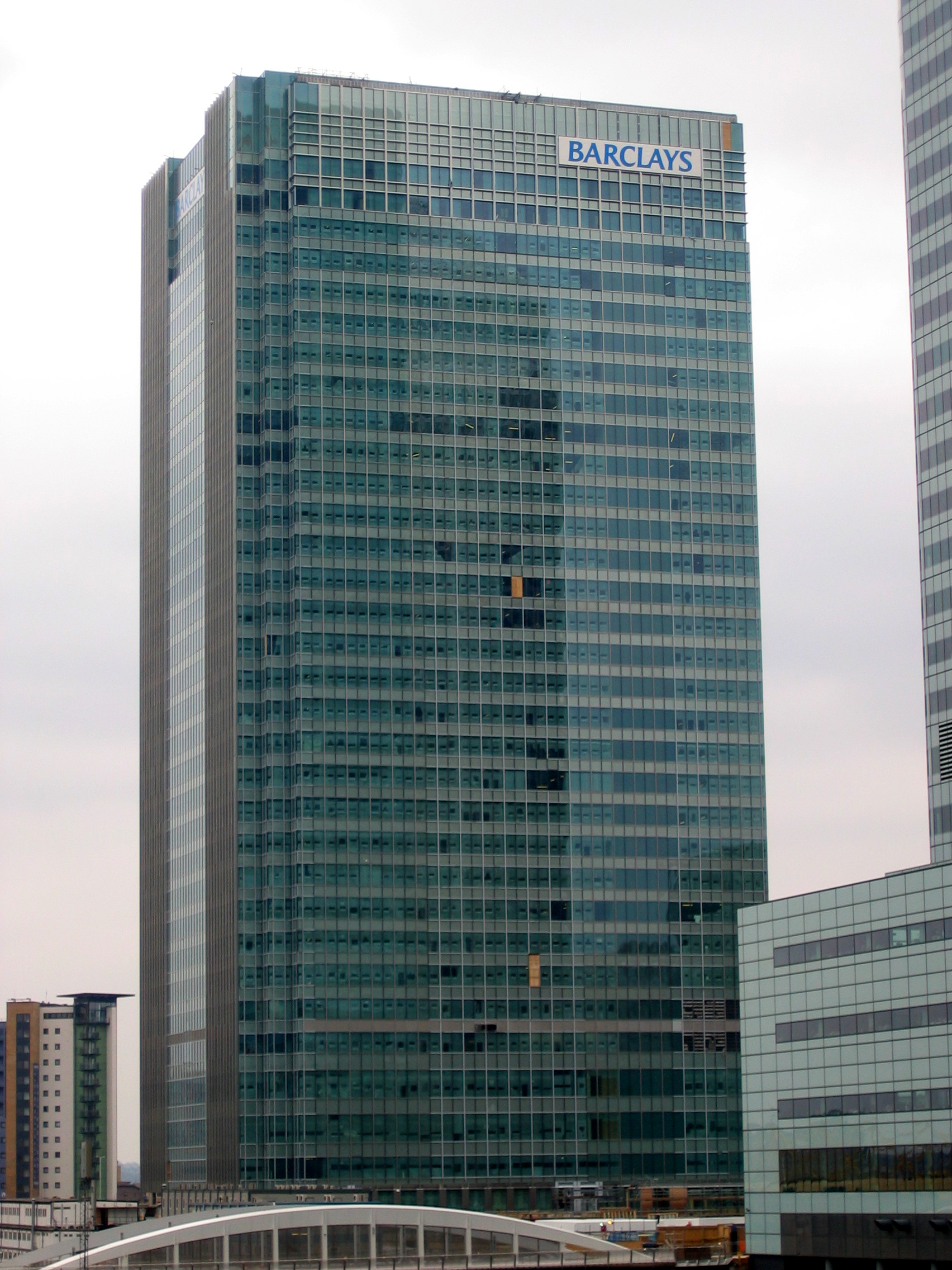
O Barclays adquiriu o negócio de banco de investimento do Lehman Brothers em setembro de 2008.

O Lehman Brothers entrou com um pedido de proteção contra falência no Capítulo 11, Título 11, Código dos Estados Unidos na segunda-feira, 15 de setembro de 2008. De acordo com a Bloomberg, relatórios apresentados ao Tribunal de Falências dos EUA, Distrito Sul de Nova York (Manhattan), em 16 de setembro, indicaram que o JPMorgan Chase forneceu ao Lehman um total de US$ 138 bilhões em "avanços apoiados pelo Federal Reserve". Esses avanços incluíram US$ 87 bilhões em 15 de setembro e US$ 51 bilhões em 16 de setembro.
O pedido permanece como o maior pedido de falência na história dos EUA, com o Lehman detendo mais de US$ 600 bilhões em ativos.

### Processo de dissolução
O Lehman informou a Diamond que, embora a controladora Lehman Brothers Holdings declarasse falência, a Lehman Brothers América do Norte estava disponível para venda. O Barclays começou a trabalhar em um novo acordo. Na terça-feira, 16 de setembro, Diamond anunciou aos funcionários na sede do Lehman, em 745 Seventh Avenue [en], que a empresa havia sido adquirida, tocando "God Save the Queen" pelo sistema de som interno.
Em 22 de setembro de 2008, uma proposta revisada para vender a parte de corretagem das holdings do Lehman Brothers foi apresentada ao tribunal de falências, com um plano de US$ 1,3666 bilhão (£700 milhões) para o Barclays adquirir o núcleo do negócio do Lehman, incluindo principalmente o arranha-céu de Midtown Manhattan, na 745 Seventh Avenue, avaliado em US$ 960 milhões, sendo aprovada. O juiz de falências de Manhattan, James Peck, após uma audiência de sete horas, decidiu: "Tenho que aprovar esta transação porque é a única disponível. O Lehman Brothers tornou-se vítima, efetivamente o único ícone verdadeiro a cair em um tsunami que atingiu os mercados de crédito. Esta é a audiência de falência mais significativa que já presenciei. Não pode ser considerada precedente para casos futuros. É difícil para mim imaginar uma emergência semelhante."
Luc Despins, advogado do comitê de credores, declarou: "A razão pela qual não estamos nos opondo é realmente a falta de uma alternativa viável. Não apoiamos a transação porque não houve tempo suficiente para revisá-la adequadamente." No acordo revisado, o Barclays absorveria US$ 47,4 bilhões em títulos e assumiria US$ 45,5 bilhões em obrigações de negociação. O advogado do Lehman, Harvey R. Miller, da Weil, Gotshal & Manges, afirmou que "o preço de compra dos componentes imobiliários do acordo seria de US$ 1,29 bilhão, incluindo US$ 960 milhões para a sede do Lehman em Nova York e US$ 330 milhões para dois centros de dados em Nova Jersey. Além disso, o Barclays não adquiriria a unidade Eagle Energy do Lehman, mas incluiria entidades como Lehman Brothers Canada Inc, Lehman Brothers Sudamerica, Lehman Brothers Uruguai e seu negócio de Gestão de Investimentos Privados para indivíduos de alto patrimônio. Por fim, o Lehman reteria US$ 20 bilhões em ativos de títulos na Lehman Brothers Inc que não seriam transferidos para o Barclays." O Barclays enfrentava uma potencial responsabilidade de US$ 2,5 bilhões a serem pagos como indenização por demissão, caso optasse por não manter alguns funcionários do Lehman após os 90 dias garantidos.
Em 22 de setembro de 2008, a Nomura Holdings [en] anunciou que concordou em adquirir a franquia do Lehman Brothers na região Ásia-Pacífico, incluindo Japão, Hong Kong e Austrália. No dia seguinte, a Nomura anunciou suas intenções de adquirir os negócios de banco de investimento e ações do Lehman Brothers na Europa e no Oriente Médio. Algumas semanas depois, foi anunciado que as condições do acordo foram cumpridas, e a transação tornou-se juridicamente efetiva em 13 de outubro. Em 2007, as subsidiárias não americanas do Lehman Brothers foram responsáveis por mais de 50% da receita global gerada.

## Impacto do pedido de falência
O índice Dow Jones fechou em queda de pouco mais de 500 pontos (−4,4%) em 15 de setembro de 2008, na época a maior queda em pontos em um único dia desde os dias seguintes aos ataques de 11 de setembro de 2001. Essa queda foi superada por uma queda de 6,98% em 29 de setembro de 2008.
A falência do Lehman era esperada para causar alguma depreciação no preço de imóveis comerciais. A perspectiva de liquidação dos US$ 4,3 bilhões em títulos hipotecários do Lehman desencadeou uma venda no mercado de títulos lastreados em hipotecas comerciais (CMBS). Temores de pressão adicional para vender títulos de imóveis comerciais surgiram à medida que o Lehman se aproximava da liquidação de seus ativos. Investidores em edifícios de apartamentos também enfrentariam pressão para vender, conforme o Lehman descarregava suas participações de dívida e capital na compra de US$ 22 bilhões da Archstone, o terceiro maior fundo de investimento imobiliário (REIT) dos Estados Unidos. O núcleo do negócio da Archstone era a posse e gestão de edifícios de apartamentos residenciais em grandes áreas metropolitanas dos EUA. Jeffrey Spector, analista imobiliário da UBS, afirmou que, em mercados com edifícios de apartamentos concorrentes à Archstone, "não há dúvida de que, se você precisar vender ativos, tentará se antecipar" à liquidação do Lehman, acrescentando que "a cada dia que passa, haverá mais pressão sobre os preços."
Vários fundos monetários e fundos institucionais de caixa tinham exposição significativa ao Lehman, com o fundo institucional de caixa gerido pelo Bank of New York Mellon e o Reserve Primary Fund, um fundo do mercado monetário, caindo abaixo de US$ 1 por ação, conhecido como "quebrar o dólar", após perdas em suas participações em ativos do Lehman. Em comunicado, o Bank of New York Mellon afirmou que seu fundo isolou os ativos do Lehman em uma estrutura separada, representando 1,13% de seu fundo. O Reserve Primary Fund possuía US$ 785 milhões, ou 1,2% de suas participações, em papéis comerciais do Lehman.:178 A queda no Reserve Primary Fund foi a primeira vez desde 1994 que um fundo do mercado monetário caiu abaixo do nível de US$ 1 por ação.
Em 15 de setembro de 2008, o mercado desencadeou uma corrida contra a AIG, com suas ações despencando 61%. Os acionistas também fugiram da Goldman Sachs e da Morgan Stanley. Duas semanas depois, o Federal Reserve concordou em conceder à empresa o status de holding bancária, proporcionando acesso vital à janela de desconto do Fed.:179
A Putnam Investments, uma unidade da canadense Great-West Lifeco [en], fechou um fundo do mercado monetário de US$ 12,3 bilhões devido a "pressão significativa de resgate" em 17 de setembro de 2008. A Evergreen Investments anunciou que sua controladora Wachovia Corporation "apoiaria" três fundos do mercado monetário da Evergreen para evitar que suas ações caíssem. Essa medida para cobrir US$ 494 milhões em ativos do Lehman nos fundos também levantou temores sobre a capacidade da Wachovia de levantar capital.
Cerca de 100 fundos de hedge usavam o Lehman como seu corretor principal e dependiam amplamente da empresa para financiamento. Em uma tentativa de atender às suas próprias necessidades de crédito, o Lehman Brothers International rotineiramente re-hipotecava os ativos de seus clientes de fundos de hedge que utilizavam seus serviços de corretagem principal. O Lehman Brothers International detinha cerca de US$ 40 bilhões em ativos de clientes quando entrou com o pedido de falência no Capítulo 11. Desse montante, US$ 22 bilhões haviam sido re-hipotecados. Quando os administradores assumiram o controle do negócio em Londres e a holding nos EUA entrou com o pedido de falência, as posições mantidas por esses fundos de hedge no Lehman foram congeladas. Como resultado, os fundos de hedge foram forçados a desalavancar e manter grandes saldos de caixa, inibindo oportunidades de crescimento adicional. Isso, por sua vez, criou maior desestabilização no mercado e risco sistêmico geral, resultando em uma queda de US$ 737 bilhões no colateral em circulação no mercado de empréstimo de títulos.
No Japão, bancos e seguradoras anunciaram perdas potenciais combinadas de 249 bilhões de ienes (US$ 2,4 bilhões) ligadas ao choque Lehman. A Mizuho Trust & Banking cortou sua previsão de lucro em mais da metade, citando perdas de 11,8 bilhões de ienes em títulos e empréstimos relacionados ao Lehman. O governador do Banco do Japão, Masaaki Shirakawa, afirmou: "A maior parte dos empréstimos ao Lehman Brothers foi feita por grandes bancos japoneses, e suas possíveis perdas parecem estar dentro de níveis que podem ser cobertos por seus lucros," acrescentando, "Não há preocupação de que os eventos recentes ameacem a estabilidade do sistema financeiro do Japão." Durante os procedimentos de falência, um advogado do Royal Bank of Scotland Group afirmou que a empresa enfrentava reivindicações de US$ 1,5 bilhão a US$ 1,8 bilhão contra o Lehman, parcialmente baseadas em uma garantia não segurada do Lehman e conectadas a perdas de negociação com subsidiárias do Lehman, Martin Bienenstock.
O Lehman era contraparte da financeira hipotecária Freddie Mac em transações de empréstimo não garantidas que venceram em 15 de setembro de 2008. A Freddie informou que não recebeu pagamentos de principal de US$ 1,2 bilhão mais juros acumulados. A Freddie também indicou uma potencial exposição adicional de cerca de US$ 400 milhões relacionada ao serviço de empréstimos residenciais para famílias, incluindo obrigações de recompra. A Freddie afirmou que "não sabe se e em que medida sofrerá uma perda relacionada às transações" e alertou que "as perdas reais podem exceder materialmente as estimativas atuais." A Freddie ainda estava avaliando sua exposição ao Lehman e suas afiliadas em outras relações comerciais.
Após relatos de exposição ao Lehman, as ações da Constellation Energy [en] caíram 56% no primeiro dia de negociação, iniciando em US$ 67,87. A queda massiva nas ações levou a Bolsa de Valores de Nova York a suspender a negociação da Constellation. No dia seguinte, com as ações despencando até US$ 13 por ação, a Constellation anunciou que contratou Morgan Stanley e UBS para aconselhá-la sobre "alternativas estratégicas", sugerindo uma possível aquisição. Embora rumores indicassem que a empresa de energia francesa Électricité de France compraria a empresa ou aumentaria sua participação, a Constellation acabou aceitando uma aquisição pela MidAmerican Energy, parte da Berkshire Hathaway (liderada pelo bilionário Warren Buffett).
A Federal Agricultural Mortgage Corporation, ou Farmer Mac, anunciou que teria que baixar US$ 52,4 milhões em dívidas do Lehman na forma de títulos de dívida sênior que possuía devido à falência. A Farmer Mac afirmou que poderia não estar em conformidade com seus requisitos mínimos de capital no final de setembro.
Em Hong Kong, mais de 43.700 indivíduos investiram HK$15,7 bilhões em "minibonds garantidos" (迷你債券) do Lehman. Muitos alegaram que bancos e corretores venderam esses produtos como de baixo risco. No entanto, banqueiros observaram que os minibonds eram de fato instrumentos de baixo risco, pois eram garantidos pelo Lehman Brothers, que, até meses antes de seu colapso, era um membro respeitável de Wall Street com altas classificações de crédito e investimento, e muitos bancos aceitavam minibonds como garantia para empréstimos e linhas de crédito. Outros HK$3 bilhões foram investidos em produtos similares, incluindo derivativos. O governo de Hong Kong propôs um plano para recomprar os investimentos pelo valor estimado atual, permitindo que os investidores recuperassem parcialmente suas perdas até o final do ano. O Chefe do Executivo de Hong Kong, Donald Tsang, insistiu que os bancos locais respondessem rapidamente à proposta de recompra do governo, já que a Autoridade Monetária de Hong Kong recebeu mais de 16.000 reclamações. Em 17 de outubro, He Guangbe, presidente da Associação de Bancos de Hong Kong, concordou em recomprar os títulos, que foram precificados usando uma metodologia acordada com base em seu valor estimado atual.

## Neuberger Berman
A Neuberger Berman Inc., por meio de suas subsidiárias, principalmente a Neuberger Berman, LLC, é uma empresa de consultoria de investimentos fundada em 1939 por Roy R. Neuberger e Robert Berman, voltada para a gestão de recursos de indivíduos de alto patrimônio. Nas décadas seguintes, o crescimento da empresa acompanhou o da indústria de gestão de ativos como um todo. Em 1950, lançou um dos primeiros fundos mútuos sem taxa de entrada nos Estados Unidos, o Guardian Fund, e começou a gerir ativos de planos de pensão e outras instituições. Historicamente conhecida por seu estilo de investimento em valor, na década de 1990, a empresa diversificou suas competências, incorporando investimentos em valor e investimento em crescimento, abrangendo todo o espectro de capitalização de mercado, além de novas categorias de investimento, como internacionais, fundos de investimento imobiliário e investimentos de alto rendimento. Além disso, com a criação de uma empresa fiduciária nacional e várias estaduais, a empresa passou a oferecer serviços de confiança e fidúcia. Em 2016, a empresa gerenciava aproximadamente US$ 246 bilhões em ativos sob gestão.

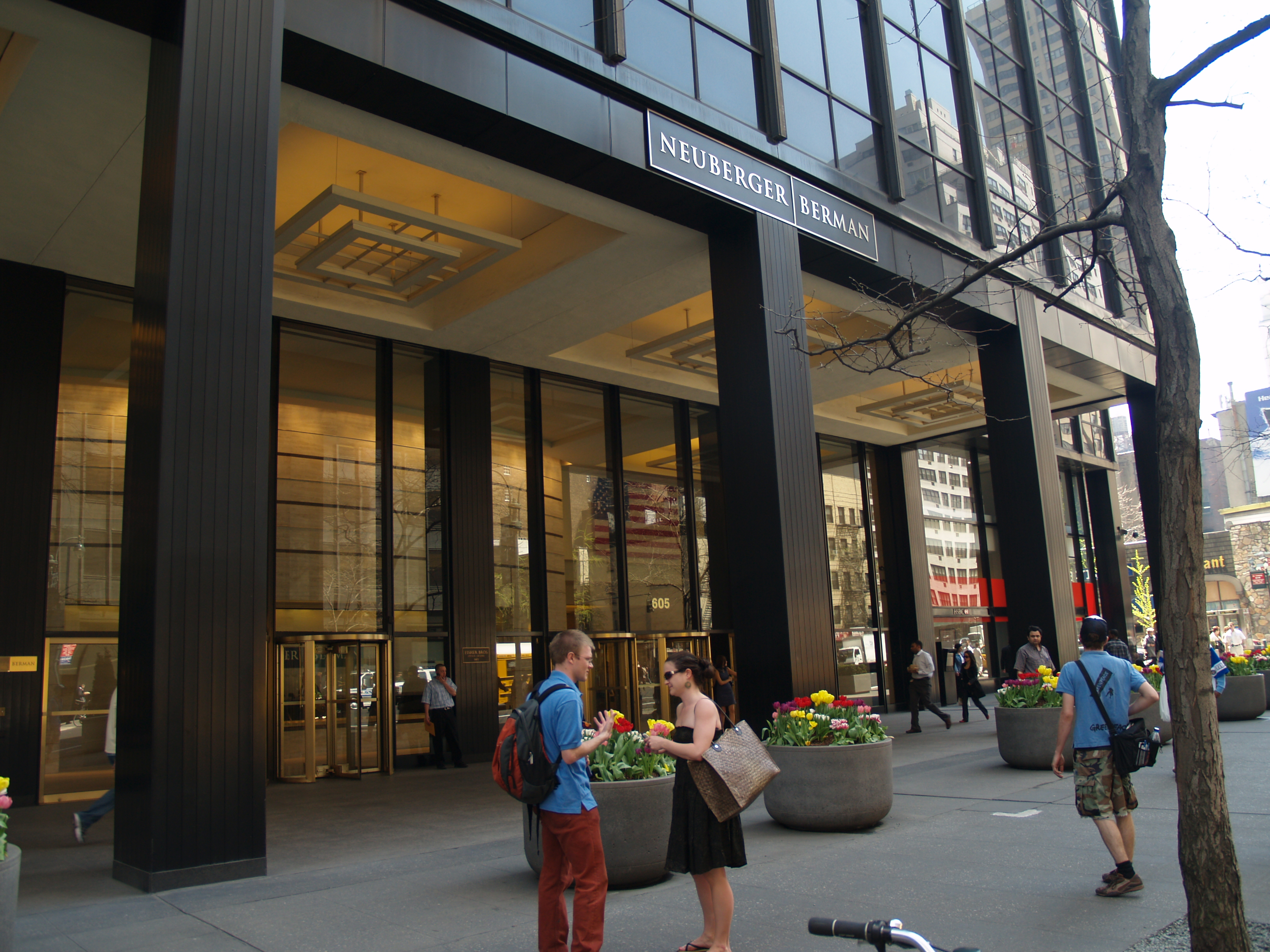
A sede da Neuberger Berman na cidade de Nova York, na Third Avenue

Em outubro de 1999, a empresa realizou uma oferta pública inicial de suas ações e passou a ser negociada na Bolsa de Valores de Nova York, sob o símbolo "NEU". Em julho de 2003, pouco após o 100º aniversário do aposentado Roy Neuberger, a empresa anunciou que estava em negociações de fusão com a Lehman Brothers Holdings Inc. Essas negociações culminaram na aquisição da empresa pelo Lehman em 31 de outubro de 2003, por aproximadamente US$ 2,63 bilhões em dinheiro e títulos.
Em 20 de novembro de 2006, o Lehman anunciou que sua subsidiária Neuberger Berman adquiriria a H. A. Schupf & Co., uma empresa de gestão de recursos voltada para indivíduos de alto patrimônio. Seus US$ 2,5 bilhões em ativos se juntariam aos US$ 50 bilhões em ativos de clientes de alto patrimônio geridos pela Neuberger.

Um artigo no The Wall Street Journal em 15 de setembro de 2008, anunciando que a Lehman Brothers Holdings entrou com pedido de proteção contra falência no Capítulo 11, citou autoridades do Lehman sobre a Neuberger Berman:
A Neuberger Berman LLC e a Lehman Brothers Asset Management continuarão a operar normalmente e não estarão sujeitas ao caso de falência da empresa-mãe, com suas funções de gestão de portfólio, pesquisa e operações permanecendo intactas. Além disso, os títulos totalmente pagos dos clientes da Neuberger Berman estão segregados dos ativos do Lehman Brothers e não estão sujeitos às reivindicações dos credores da Lehman Brothers Holdings, segundo o Lehman.
Logo antes do colapso do Lehman Brothers, executivos da Neuberger Berman enviaram memorandos por e-mail sugerindo, entre outras coisas, que os principais executivos do Lehman Brothers renunciassem a bônus multimilionários para "enviar uma forte mensagem a funcionários e investidores de que a administração não está fugindo da responsabilidade pelo desempenho recente".
O diretor de gestão de investimentos do Lehman Brothers, George Herbert Walker IV, rejeitou a proposta, indo ao ponto de se desculpar com outros membros do comitê executivo do Lehman Brothers pela sugestão de redução de bônus. Ele escreveu: "Desculpe-me, equipe. Não sei o que está na água da Neuberger Berman. Estou envergonhado e peço desculpas."

## Controvérsias

### Remuneração de executivos durante a crise
Richard Fuld, chefe do Lehman Brothers, foi questionado pelo Comitê de Supervisão e Reforma Governamental da Câmara dos Representantes dos Estados Unidos. O deputado Henry Waxman (D-CA) perguntou: "Sua empresa está falida, nossa economia está em crise, mas você consegue manter US$ 480 milhões (£276 milhões). Tenho uma pergunta básica para você: isso é justo?" Fuld respondeu que, na verdade, havia recebido cerca de US$ 300 milhões (£173 milhões) em salários e bônus nos últimos oito anos. Apesar da defesa de Fuld sobre sua alta remuneração, foi relatado que a remuneração dos executivos do Lehman Brothers aumentou significativamente antes do pedido de falência. Em 17 de outubro de 2008, a CNBC informou que vários executivos do Lehman, incluindo Richard Fuld, foram intimados em um caso relacionado a fraude de valores mobiliários.

### Manipulação contábil
Em março de 2010, o relatório do examinador de falências, Anton R. Valukas, destacou o uso de transações Repo 105 para melhorar a aparente posição financeira do banco nas datas dos balanços anuais. O procurador-geral de Nova York, Andrew Cuomo, apresentou acusações contra os auditores do banco, Ernst & Young, em dezembro de 2010, alegando que a firma "auxiliou substancialmente... uma fraude contábil massiva" ao aprovar o tratamento contábil.
Em 12 de abril de 2010, uma matéria no The New York Times revelou que o Lehman utilizou uma pequena empresa, Hudson Castle, para transferir várias transações e ativos para fora de seus livros contábeis, como forma de manipular os números contábeis de suas finanças e riscos. Um executivo do Lehman descreveu a Hudson Castle como um "alter ego" do Lehman. Segundo a matéria, o Lehman possuía um quarto da Hudson, o conselho da Hudson era controlado pelo Lehman, e a maioria dos funcionários da Hudson eram ex-funcionários do Lehman.

### Venda sob a Seção 363
Em 22 de fevereiro de 2011, o juiz James M. Peck do Tribunal de Falências dos EUA no Distrito Sul de Nova York rejeitou as reivindicações dos advogados da massa falida do Lehman de que o Barclays havia obtido lucros indevidos com a venda sob a seção 363. "O processo de venda pode ter sido imperfeito, mas ainda assim foi adequado dadas as circunstâncias excepcionais da Semana Lehman."